# Daniel Mytens

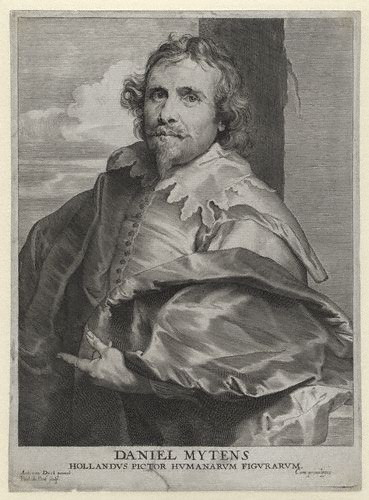
Acquaforte raffigurante Daniel Mytens. Opera di Paul Pontius da un ritratto di van Dyck.

Daniël Mijtens, conosciuto anche con il nome inglese Daniel Mytens il vecchio (Delft, 1590 circa – L'Aia, 1647-48), è stato un pittore olandese noto soprattutto per la sua attività di ritrattista. Trascorse i suoi anni più fecondi in Inghilterra, al servizio di re Carlo I Stuart e della corte londinese.

## Biografia
Mytens nacque a Delft in una famiglia di artisti (era nipote del pittore fiammingo Aert Mytens) e studiò a L'Aia, probabilmente nella scuola di Van Mierevelt.
Dal 1618 si trasferì in Inghilterra, sotto la protezione del mecenate Thomas Howard, XXI conte di Arundel. Mytens iniziò ritraendo Lord Howard assieme alla moglie ed in seguito gli fu chiesto di ritrarre il re Giacomo I con il suo figlio maggiore, il principe di Galles Carlo. Nel 1625 entrò ufficialmente al servizio di Carlo I, che era nel frattempo succeduto al padre come re d'Inghilterra.
Dal momento in cui entrò a far parte della corte come pittore ufficiale, iniziò a ritrarre numerose volte il sovrano ed i membri della sua corte, aiutato probabilmente da un gruppo di aiutanti e apprendisti. Tra gli aristocratici della corte Stuart|stuartina ritratti da Mytens figurano lo scozzese James Hamilton, primo duca di Hamilton nel 1623 e nel 1629, Henry Wriothesley, terzo conte di Southampton, Robert Rich, secondo conte di Warwick, William Herbert, terzo conte di Pembroke e Endymion Porter.
Nel 1626 e nel 1630 si recò nei Paesi Bassi per studiare i capolavori di Rubens.
Nel 1632 Antoon van Dyck giunse in Inghilterra, chiamato da Carlo I. Il re era un grande mecenate e accoglieva a Londra artisti di grande fama: al suo servizio erano già stati, fra gli altri, Rubens e Orazio Gentileschi. Nessuno di questi aveva però sostituito Mytens nel suo ruolo di ritrattista ufficiale del sovrano. All'arrivo di van Dyck, da poco tornato da un fruttoso viaggio in Italia che gli aveva permesso di analizzare da vicino le opere dei grandi maestri del Rinascimento, il re decise di valutare le capacità dei due artisti mettendoli alla prova. Ad entrambi fu chiesto di eseguire un dipinto che raffigurasse il re e la regina consorte, Enrichetta Maria. La tecnica di van Dyck, superiore e più moderna rispetto a quella di Mytens, portò il giovane pittore fiammingo a trionfare sul suo collega olandese. Mytens decise così di ritirarsi dalla scena e lasciò Londra.